# Baume & Mercier
La Baume & Mercier è un'azienda svizzera fondata a Ginevra nel 1830, specializzata nella costruzione di orologi di lusso.
Appartiene al gruppo Richemont e insieme a Cartier, Vacheron Constantin, Piaget, A. Lange & Söhne, Montblanc e altre forma il centro di questo gruppo. Baume & Mercier è presente in 75 paesi e produce all'incirca 200.000 orologi l'anno. Il fulcro del mercato è in Europa e specialmente in Italia, Spagna e Francia. Sono presenti 220 concessionari in tutto il mondo e si è affermata nel mercato nella vendita di cronografi sportivi. Nel 2018 ha presentato al salone internazionale dell'alta orologeria di Ginevra (SIHH 2018) il primo modello con calibro prodotto dalla propria manifattura.

## Storia

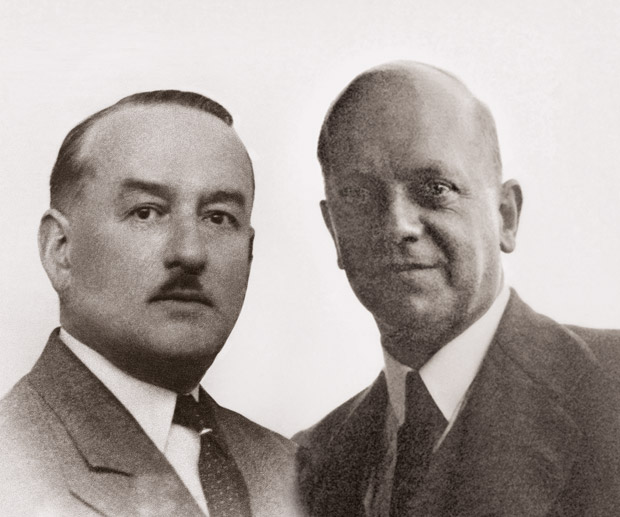
Paul Mercier e William Baume

La società Baume & Mercier fu inizialmente fondata col nome di "Frères Baume" nel 1830 dai fratelli Louis-Victor e Célestin Baume, i quali aprirono un'attività di orologeria a Les Bois, un paese del Giura svizzero. I due produttori elvetici di orologi si espansero a livello internazionale, stabilendo una filiale a Londra nel 1921 con il nome di "Baume Brothers" (Fratelli Baume), la quale portò a una diffusione in tutto l'Impero Britannico. Alla fine dell'Ottocento, la società si era già creata una solida fama internazionale e i suoi orologi avevano stabilito dei primati di precisione e vinto diverse gare di cronometraggio.
Nel 1918, il direttore dell'azienda William Baume entrò in società con Paul Mercier, con il quale fondò la "Baume & Mercier" a Ginevra. La ditta si specializzò nella produzione di orologi da polso, con modelli dalle fogge particolarmente originali che non avevano la tradizionale forma rotonda. Nel 1919, alla Baume & Mercier fu conferito il Punzone di Ginevra, che a quel tempo era il più alto riconoscimento a livello internazionale per la produzione di orologeria di eccellenza.
Durante gli anni ruggenti, il marchio sposò la causa dell'emancipazione femminile. Nel periodo attorno al 1940, Baume & Mercier lanciò diverse innovative collezioni di orologi da donna, tra cui spiccava la linea Marquise.
Negli anni Settanta, Baume & Mercier ha proposto orologi di forma particolare come il Galaxie e lo Stardust. Nel 1973, Baume & Mercier ha presentato il Riviera, uno dei primi orologi da polso sportivi in acciaio al mondo. Nel 1988, la società svizzera di orologeria è entrata a far parte del gruppo Richemont. Negli anni Novanta viene presentata sul mercato la seconda generazione del Riviera, anche bicolore e al quarzo, con numeri romani stampati.
Il marchio presenta le collezioni Clifton, Classima e Hampton per uomo e per donna,  la collezione Capeland per uomo, e le collezioni  Linea e Promesse per donna. Nel 2015, Baume & Mercier ha potenziato la sua offerta di orologio sportivi  avviando una collaborazione con la famosa casa automobilistica sportiva americana Carroll Shelby International. L’azienda adesso presenta, nelle collezioni Capeland e Clifton, l’edizione limitata di modelli  "Shelby Cobra" famosi per la classica auto sportiva.
Nel 2021 è stato riproposto il Riviera in una versione aggiornata e rivista (la terza generazione). La classica lunetta dodecagonale è stata ora rivista con l'aggiunta di quattro viti. Oltre al classico solotempo da uomo (per la prima volta anche con movimento Baumatic di manifattura e con quadrante semitrasparente), ci sono anche modelli prettamente femminili (come il Riviera Coastline, con quadrante blu degradé e con il lato sinistro dell'orologio rivestito di diamanti, a riproduzione di una spiaggia bagnata dal mare), GMT, cronografi e una versione diving, chiamata Riviera Azur, presentata nel 2023.

## Ambasciatori
Tra gli ambasciatori del marchio di Baume & Mercier si annoverano Gwyneth Paltrow, Emmanuelle Chriqui, Andy García, Gary Sinise, Ashton Kutcher, David Duchovny, Teri Hatcher, Kim Basinger, Evangeline Lily, e Kiefer Sutherland. La campagna pubblicitaria con celebri testimonial "Baume & Mercier & Me" ha raccolto fondi da destinare in beneficenza.
A dicembre 2015 il famoso attore, cantante e modello cinese Chen Kun è diventato il testimonial di  Baume & Mercier, indossando un orologio della collezione Clifton nella sua campagna preliminare.

## Collezione attuale
Modelli attuali della collezione Baume & Mercier:
- Hampton – collezione di orologi vintage a forma rettangolare basata sui modelli Baume & Mercier degli anni Quaranta in stile Art déco[14]
- Riviera –  collezione sportiva unisex caratterizzata da lunetta dodecagonale
- Capeland – collezione di cronografi vintage[15]
- Classima – collezione minimalista di orologi classici
- Linea – collezione da donna con cinturini intercambiabili[16]
- Clifton – collezione vintage basata sui modelli Baume & Mercier degli anni Cinquanta[17][18]
- Promesse – collezione elegante da donna che si ispira ai modelli degli anni’70, con lunetta ovale circondata da un quadrante rotondo[19]

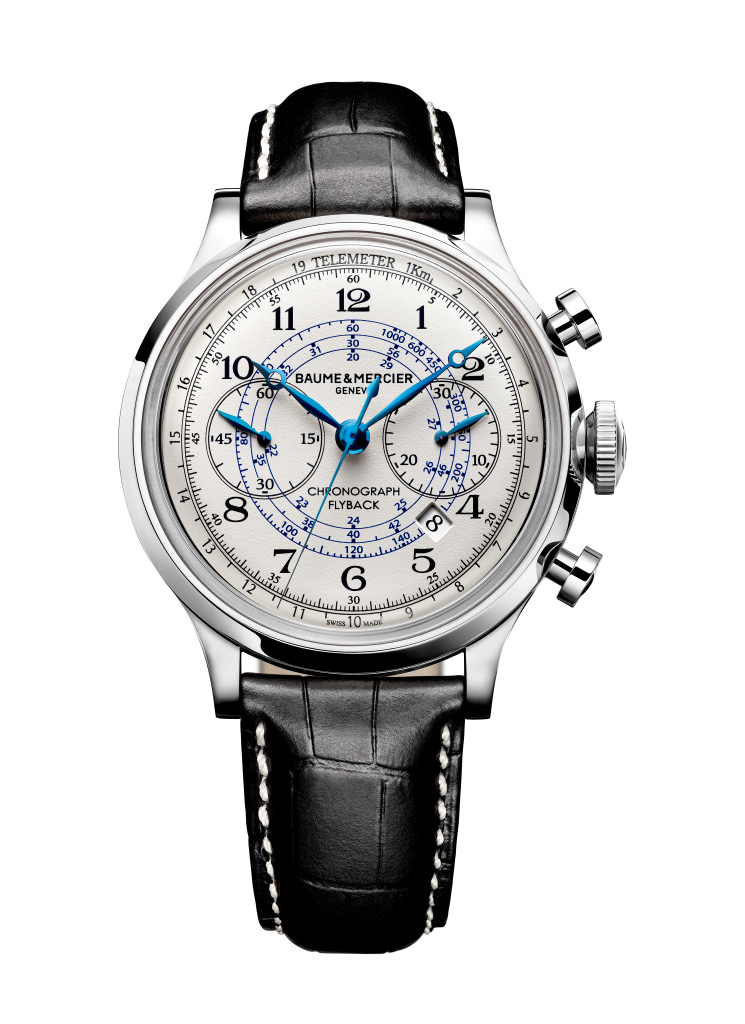
L'orologio modello Capeland
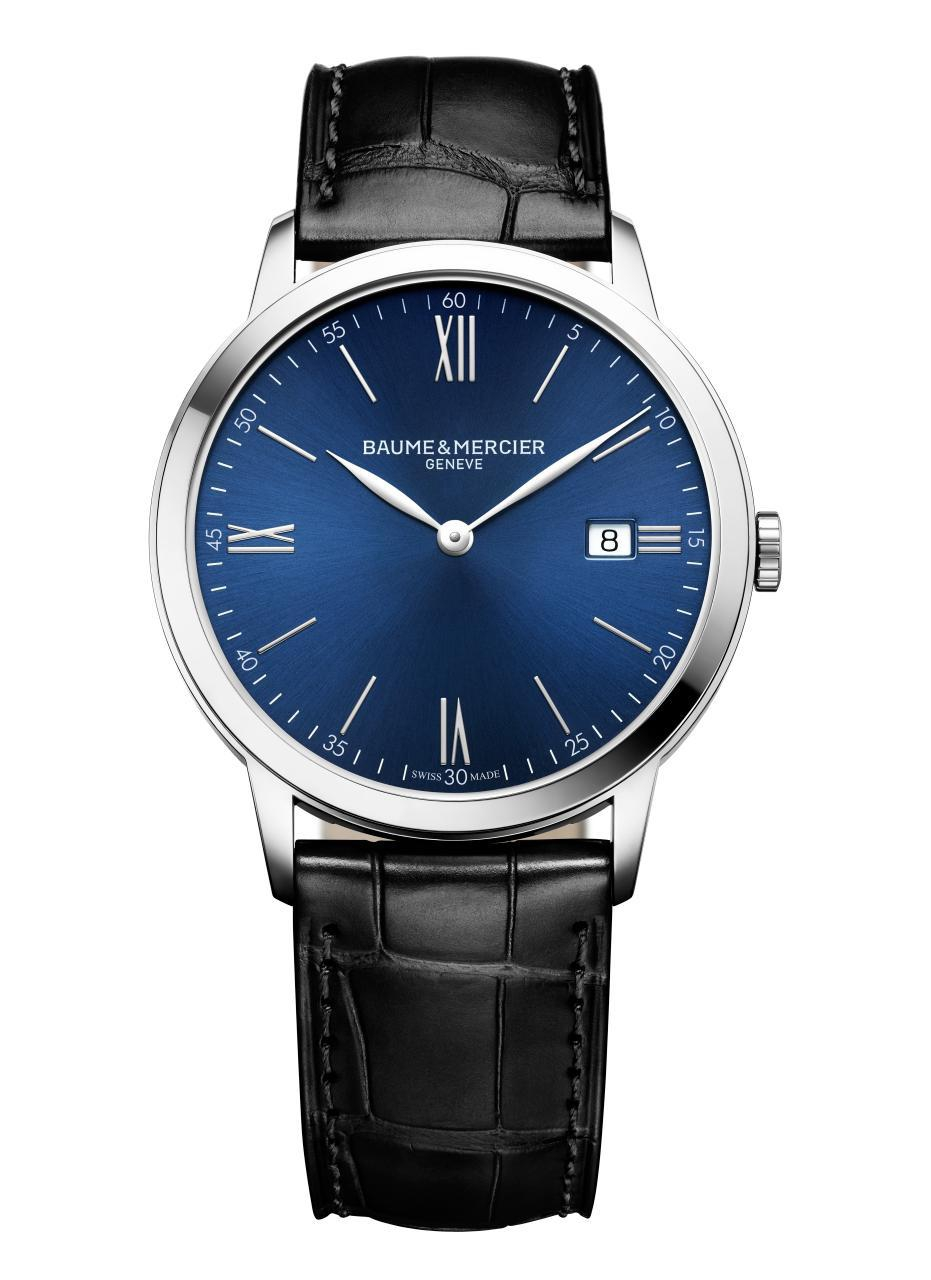
Classima 10324
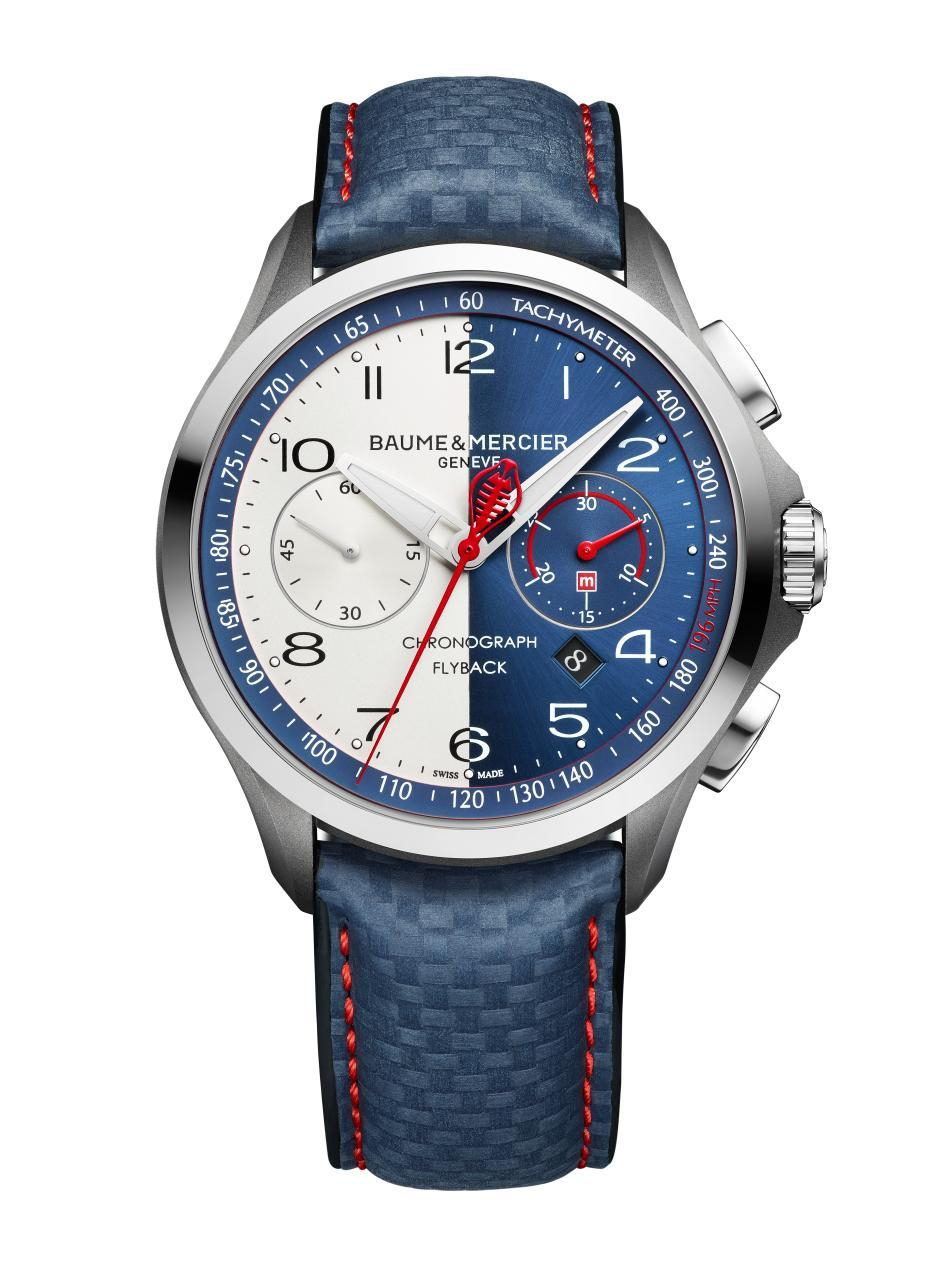
Clifton Club Shelby Cobra 10344
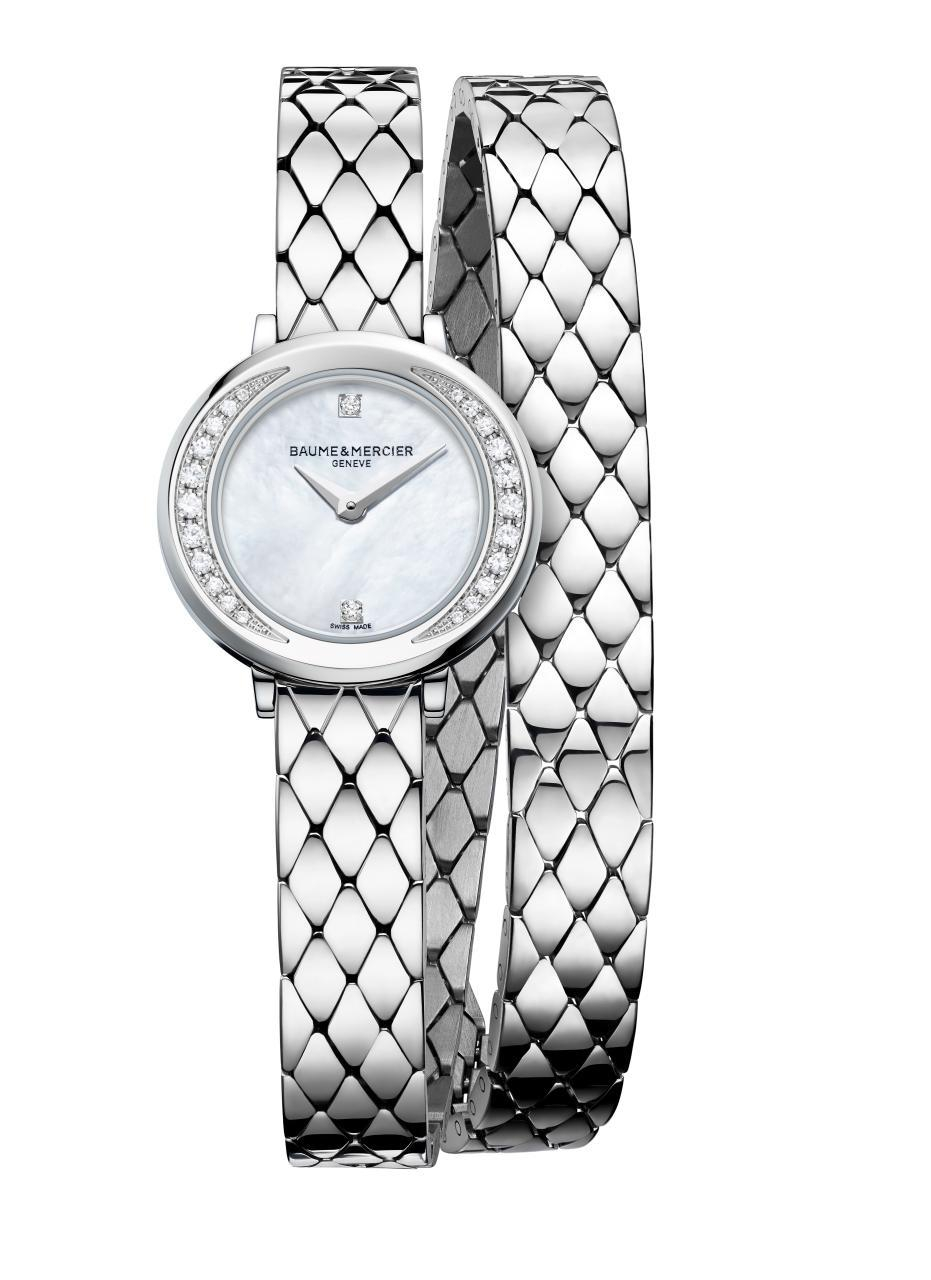
Petite Promesse 10289

## Fascia di prezzo
Con un prezzo al pubblico medio tra i 2000 e i 5000 USD, gli orologi Baume & Mercier si collocano nella fascia media del mercato degli orologi di lusso.
Nel 2016, Baume & Mercier ha iniziato a presentare prodotti più abbordabili di prezzo inferiore a 1000 USD con il lancio dei modelli "My Classima", una sotto-collezione della collezione di orologi classici Classima.

## Collezioni precedenti
- Riviera – linea di cronografi sportivi. Per celebrare la partita perfetta che giocò il 29 maggio 2010, il lanciatore Roy Halladay della squadra di baseball americana dei Philadelphia Phillies, acquistò sessanta cronografi Riviera Sport 8724 personalizzati, da regalare ai suoi compagni di squadra, all'intero gruppo degli allenatori e a tutto il personale della società sportiva come segno di gratitudine.[22][23][24]
- Diamant – linea di orologi da donna contraddistinti da una particolare corona ovale con diamante[25]
- Iléa – collezione di orologi da donna del diametro di 30 mm, con un diamante decentrato sulla corona[26]
- Catwalk – collezione di orologi-gioiello da donna dalla caratteristica forma "a bracciale" dove la cassa dell'orologio ha la stessa dimensione del cinturino senza soluzione di continuità. Vari i modelli nel corso degli anni, dal semplice solo acciaio, a quello con 16 diamanti allineati in due file parallele lungo la cassa fino a quello d'oro.

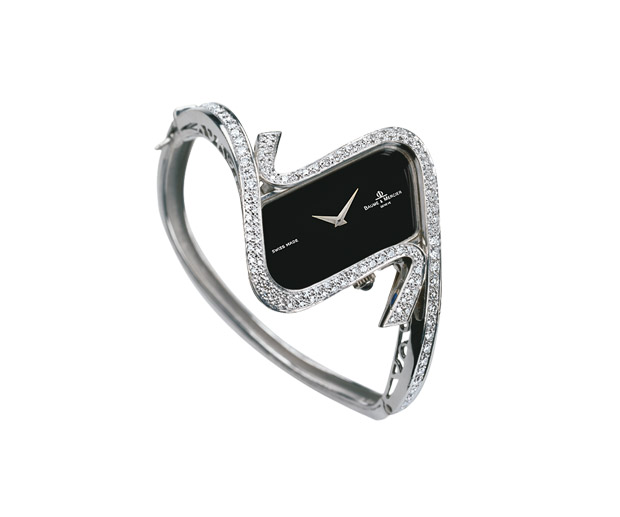
Il modello Galaxie presentato negli anni settanta
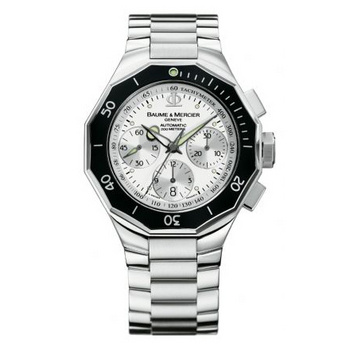
Il cronografo Riviera Sport 8724, metà anni Duemila

## Galleria d'immagini

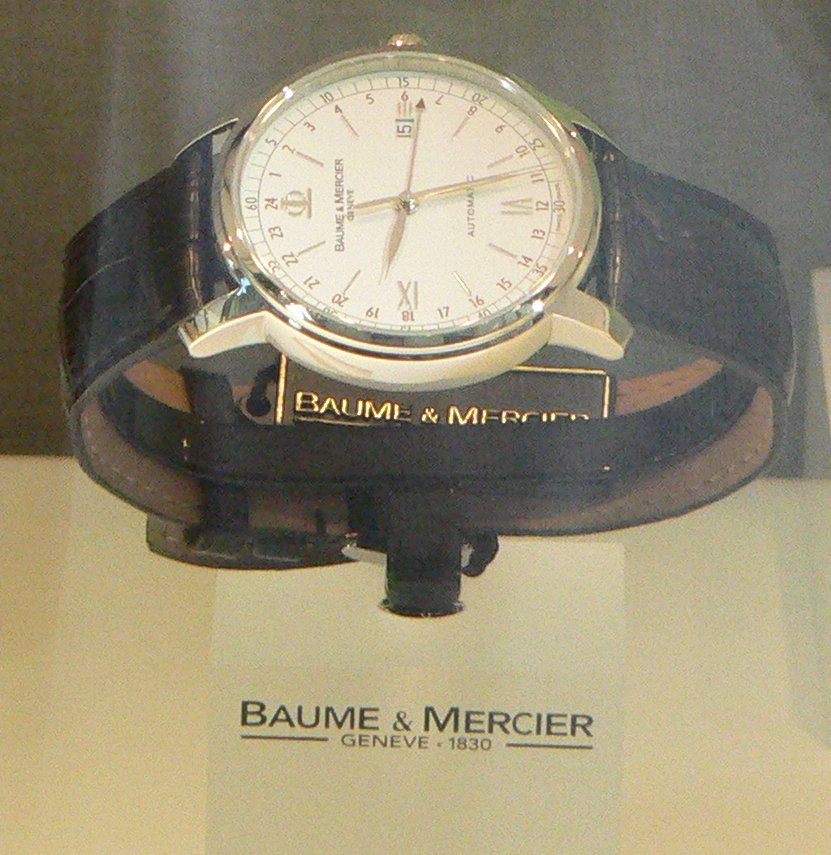
Orologio Baume & Mercier
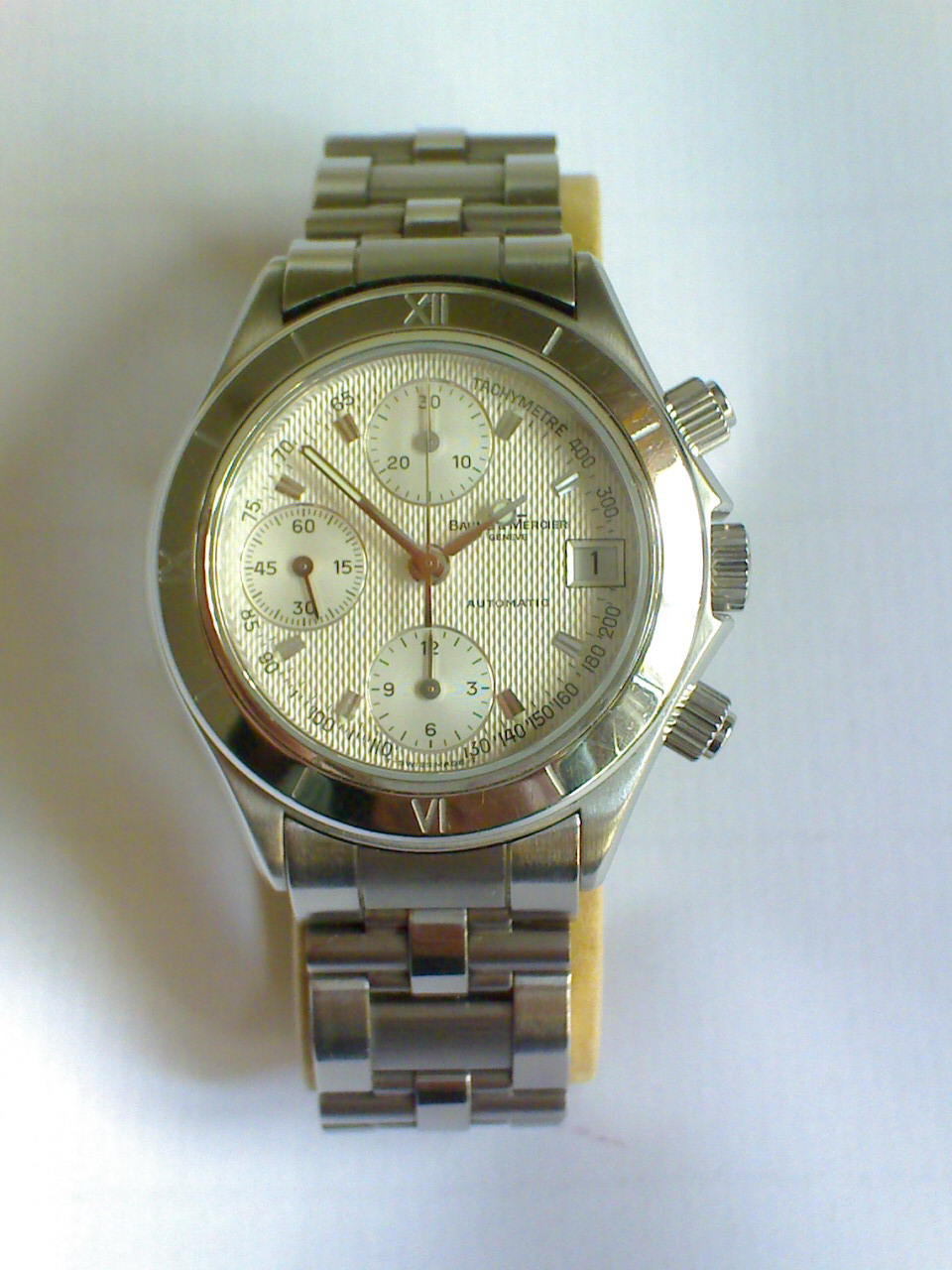
Modello Malibu prodotto durante gli anni '90
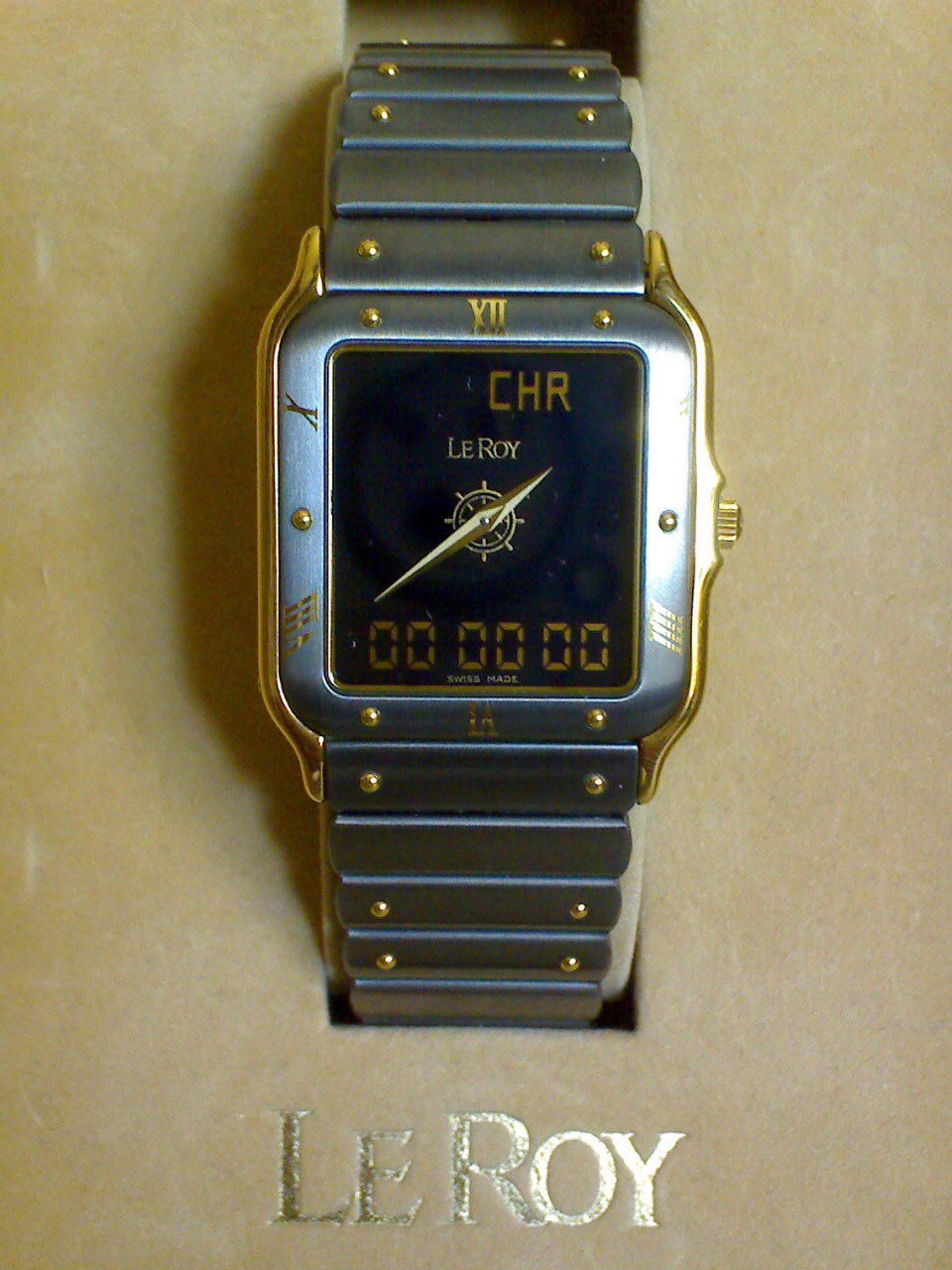
Un raro modello "LeRoy" prodotto da Baume-et-Mercier durante gli anni '80